# Abd-ar-Rahman Ahmad Ali Tur

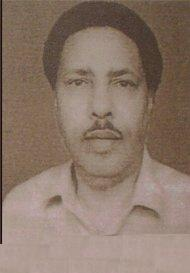
Abd-ar-Rahman Ahmad Ali Tur

Abd-ar-Rahman Ahmad Ali Tur († 2004) war Führer der Somalischen Nationalen Bewegung – einer Rebellenorganisation des Isaaq-Clans, die im Norden Somalias gegen die Regierung Siad Barres kämpfte – und vom 28. Mai 1991 bis zum 16. Mai 1993 erster Präsident des einseitig für unabhängig erklärten Somaliland.
Er gehörte dem Clan der Habr Yunis-Isaaq an.
1994 erklärte Abd-ar Rahman Ahmad Ali Tur – entgegen der Position seines Nachfolgers Mohammed Haji Ibrahim Egal –, dass der Entscheid zur Sezession Somalilands zurückgenommen worden sei; er selbst befürwortete eine Wiederannäherung an das restliche Somalia. Es kam daraufhin in Hargeysa zu bewaffneten Auseinandersetzungen zwischen seinen Anhängern und denjenigen Egals.